# Aleurocanthus papuanus
Aleurocanthus papuanus là một loài côn trùng cánh nửa trong họ Aleyrodidae, phân họ Aleyrodinae.
Aleurocanthus papuanus được Martin miêu tả khoa học đầu tiên năm 1985.